# Wittigbachtal
Als Wittigbachtal wird ein Teil des Naturraums Tauberland in Baden-Württemberg bezeichnet. Dieser umfasst einen Landschaftsschlauch um den namengebenden Wittigbach und um den Unterlauf des Grünbachs nach dem Zufluss des Wittigbachs. Das Wittigbachtal ist als naturräumliche Teileinheit Nr. 129.32 der Haupteinheitengruppe Neckar- und Tauber-Gäuplatten eine von vier Untergliederungseinheiten der Einheit Taubergrund (Nr. 129.3) in zweiter Nachkommastelle. Die anderen Untergliederungseinheiten des Taubergrunds sind das Mittlere Taubertal (Nr. 129.30), das Vorbachtal (Nr. 129.31) und das Taubertal bei Bieberehren (Nr. 129.33).

## Naturräumliche Gliederung
Das Wittigbachtal ist folgender Teil des Naturraums Tauberland der Haupteinheitengruppe Neckar- und Tauber-Gäuplatten:
- (zu 12 Neckar- und Tauber-Gäuplatten)
  - 129 Tauberland
    - 129.0 Umpfer-Wachbach-Riedel
      - 129.01 Königheimer Tal

    - 129.1 Südliche Tauberplatten
    - 129.2 Freudenbacher Platte
    - 129.3 Taubergrund
      - 129.30 Mittleres Taubertal
      - 129.31 Vorbachtal
      - 129.32 Wittigbachtal
      - 129.33 Taubertal bei Bieberehren

    - 129.4 Tauberberg
      - 129.40 Unterbalbach-Röttinger Riedel
      - 129.41 Messelhäuser Hochfläche
      - 129.42 Großrinderfelder Fläche
      - 129.43 Werbach-Böttigheimer Tal